# فانيسا لي بيج
فانيسا لي بيج هي طاهية كندية، ولدت في 24 فبراير 1970.

## وصلات خارجية
- فانيسا لي بيج على موقع IMDb (الإنجليزية)